# Bo-Gunnar Ledin
Bo-Gunnar Ledin, född 30 augusti 1940 i Skelleftehamns kyrkobokföringsdistrikt i Skellefteå, död 7 oktober 2022 i Överluleå distrikt i Boden, var en svensk adjunkt och politiker (folkpartist). Han var ersättare i Sveriges riksdag för Norrbottens läns valkrets kortare perioder 1979 och 1982.